# زيفرينو باولو بورغيس
زيفرينو باولو بورغيس سواريس (بالبرتغالية: Zeferino Paulo Borges Soares‏) المعروف باسم زيفرينو (ولد في 27 أغسطس 1978) هو لاعب كرة قدم متقاعد برتغالي لعب كمهاجم.

## المسيرة الرياضية
ولد زيفرينو في بيساو، غينيا بيساو. كان عمره 17 عامًا عندما تم شراؤه من قبل ريال مدريد الإسباني من بورتو ولكن لم يلعب أبدا للفريق الأول استمر في اللعب على مدار ثلاثة مواسم لريال مدريد كاستيا الرديف كما أنه أعير لفترتين إلى فرق في الدرجة الثانية في إسبانيا.
في يناير 2001 سرح زيفرينو وانضم إلى ألفيركا الذي عرف معه طعم الاستقرار بالبقاء معه لأربع مواسم منها ثلاثة مواسم متتالية على أعلى مستوى. قبل بداية موسم 2005-2006 خضع لفترة تجربة في دي.سي. يونايتد من الدوري الأمريكي لكرة القدم لكن لم يحدث أي شيء ومثل أم صلال (مرتين) ولوغرونيس وشيتينكايا تورك وهيبرنيانز.